# Epirhyssa fulva
Epirhyssa fulva là một loài tò vò trong họ Ichneumonidae.